# Mexx
Mexx — торговая марка, под которой нидерландская компания Mexx Group B.V производит товары модной индустрии: одежда (для женщин, мужчин, подростков и детей), аксессуары, парфюмерия и товары для дома. Посредством франчайзинга фирменные магазины открыты по всему миру. C 2001 года Mexx Group B.V являлась дочерним предприятием корпорации Liz Claiborne, Inc. В 2015 году Mexx был куплен турецким холдингом Eroglu, который также владеет брендом Colin's.

## История
Марка MEXX берёт своё начало в 1980 году, когда эмигрант из Индии Раттан Чадха основал в Нидерландах компанию, которая занималась импортом из Азии и продажей сочетаемых коллекций одежды под марками Emanuelle (женская одежда) и Moustache (мужская).
В 1986 году обе марки объединились для создания единого международного образа. Из слияния заглавных букв получила своё название и сама марка: M — Moustache, E — Emanuelle, и XX — английское разговорное обозначение поцелуя.
- 1990 год — появилась детская линия одежды Mexx Kids для мальчиков и девочек 2-8 лет.
- 1992 год — появилась линия одежды Mini Mexx для новорождённых.
- 1995 год — MEXX вышел на мировой рынок.
- 1997 год — появились новые линии одежды:
  - Mexx Sport — спортивная одежда для женщин (не представлена в России)
  - XX by Mexx — молодёжная одежда для женщин.
- 1997 год — появились новые линии:
  - Mexx Fragrance — парфюм;
  - Mexx Bags — сумки;
  - Mexx Shoes — обувь;
  - Mexx Time — часы;
  - Mexx Eyes — очки;
  - Mexx Bed&Bath — постельное бельё и полотенца;
  - MimiMexx Home — мебель для младенцев;
  - Mexx Socks — носки;
- 1997 год — был открыт первый магазин в Москве.
- 2000 год — появилась новая линия Mexx Jewels — украшения, которая подразделяется на три направления: City, Young, Essentials.
- 2000 год — был открыт первый магазин в Краснодаре.
- 2002 год — был открыт первый магазин в Санкт-Петербурге.

Компания имеет возможность реализовывать продукцию в более чем 65 странах и на четырёх континентах. Имеет свыше 9000 точек продаж своей продукции. В компании работает более 50 ведущих дизайнеров десяти национальностей. В год выпускается 12 различных коллекций. Парфюмерную линию Mexx выпускает Procter & Gamble.
В 2010 году произошёл ребрендинг марки. В качестве фирменного цвета был выбран фиолетовый — он присутствует на ярлыках, информационных табличках, на фоне логотипа и на другой визуальной атрибутике. Был разработан новый стиль магазинов, в их оформление включены элементы нью-йоркского «лофта». Для рекламных кампаний стали привлекать известных моделей, так лицом рекламной кампании «весна-лето» 2010 стала Евгения Володина, а «осень-зима» — Юлия Снигирь.
В 2014 году компания не смогла расплатиться с кредиторами и 3 декабря 2014 года амстердамским судом было принято решение о начале процедуры банкротства. Компания Mexx собирается закрыть все свои магазины. Однако представитель компании Фриц Кемп (Frits Kemp) заявил, что точки продаж будут функционировать настолько долго, насколько это возможно и оставшееся время позволит привлечь покупателей для распродажи оставшихся в магазинах товар.
В 2015 году компания MEXX вновь начала свою работу, разрабатывая новую коллекцию осень—зима 2015.
К концу 2016 года в России работало примерно 30 магазинов Mexx. 11 июля 2017 года было объявлено об уходе бренда из России, и 31 июля был закрыт последний российский магазин Mexx.

## Деление линий одежды MEXX по стилям
- Casual
- Flash
- Express
- Premium jeans
- City
- Formal
- Noos
- Smart
- Smart casual
- XX jeans
- Sexy